# Polizeiruf 110: Dumm wie Brot
Dumm wie Brot ist ein deutscher Kriminalfilm von Kai Wessel aus dem Jahr 2004. Der Fernsehfilm erschien als 256. Folge der Filmreihe Polizeiruf 110. Der Kommissar Hinrichs ermittelt in seinem 21. Fall. Für seinen Kollegen Törner ist es der 2. Fall.

## Handlung
Mario Paslak hat Geldsorgen und so kommt er auf die Idee, in einem Personenzug die Passagiere auszurauben. Danach betätigt er die Notbremse und verschwindet. Nachdem die Kommissare Jens Hinrichs und Tobias Törner die Spuren sichern und Personalien der Geschädigten aufnehmen, werden sie zu einem weiteren Raubüberfall gerufen. Ein Trucker wurde überfallen und der gesamte LKW-Auflieger gestohlen. Geschädigt ist die Firma CU.East, der nun eine Ladung Computer-Chips fehlt und damit die laufende Produktion gefährdet ist.
Inzwischen findet Hinrichs eine Spur zum Zugräuber, denn Mario Paslak hat leichtsinnigerweise seine gesamte Beute im Internet angeboten und detailliert beschrieben. Bei der Hausdurchsuchung, bei der alle gestohlenen Gegenstände gefunden werden, ist Paslak allerdings nicht greifbar und muss zur Fahndung ausgeschrieben werden. Auch zu der gestohlenen LKW-Ladung scheint es eine Spur zu geben. Zum einen ist in Wismar ein leerer Container aus Schwerin aufgetaucht, zum anderen kann Hinrichs die Telefonnummer eines Hehlers von Computerchips ausfindig machen. Doch so richtig führt beides die Kommissare nicht weiter. Törner gelingt es allerdings, das Versteck von Mario Paslak ausfindig zu machen. Er findet dort einen deprimierten jungen Mann vor, der schon länger am deutschen Rechtssystem zweifelt, wonach es immer nur den „kleinen Mann“ erwischen würde, aber nie die „Großen“, die sich alles leisten dürften. Insbesondere gegen die Geschäftsleitung der CU.East wendet sich seine Wut. Hinrichs hält den Mann jedoch nur für einen „verbiesterten Sozialneider“. Doch schon bald revidiert er seine Meinung und hält es tatsächlich für möglich, dass der Vorstand der CU.East selbst daran interessiert gewesen sein dürfte, dass die Ladung Chips ihr Werk nicht erreicht, denn der Absender des Containers war ein taiwanesischer Spielzeuglieferant. Nähere Recherche bringt einen hochgradigen Versicherungsbetrug zum Vorschein sowie eine Insolvenzverschleppung und Subventionsbetrug. Damit übernehmen die Kollegen von der Wirtschaftskriminalität den Fall.

## Hintergrund
Dumm wie Brot wurde am 23. Mai 2004 im Ersten zur Hauptsendezeit erstmals ausgestrahlt.

## Kritik
Die Kritiker der Fernsehzeitschrift TV Spielfilm vergaben die bestmögliche Wertung (Daumen nach oben) und schrieben: „Eine unaufgeregte Story mit leisen Zwischentönen und lakonischen Dialogen.“ Fazit: „Keine Leiche, aber jede Menge Spaß“.